# Tobias Linderoth
Tobias Jan Håkan Linderoth (Marseille, 21 april 1979), ook wel Tobbe genoemd, is een Zweeds voormalig profvoetballer die onder contract stond bij onder meer Feyenoord, FC København en Everton FC. Linderoth is een zoon van Anders Linderoth.

## Clubcarrière
In het seizoen 1995-1996 stond Linderoth enige tijd onder contract bij Feyenoord. Via IF Elfsborg en Stabæk Fotball kwam hij terecht bij de Engelse subtopper Everton FC, waar hij van 2001 tot en met 2004 speelde. Vervolgens speelde hij tot 2007 voor FC København. Gedurende drie seizoenen was hij een van de belangrijkste spelers van FC København. Hij was tevens aanvoerder van het team dat tweemaal het Deense kampioenschap won en de groepsfase van de UEFA Champions League bereikte. In juni 2007, tekende Linderoth een driejarig contract.
Nadat in 2010 zijn contract bij Galatasaray SK ontbonden werd, was Linderoth een tijdlang transfervrij. Op 10 november 2010, besloot hij zijn loopbaan te beëindigen.

### Statistieken
| seizoen | club           | land       | duels | goals |
| ------- | -------------- | ---------- | ----- | ----- |
| 1996    | IF Elfsborg    | Zweden     | 10    | 0     |
| 1997    | IF Elfsborg    | Zweden     | 25    | 1     |
| 1998    | IF Elfsborg    | Zweden     | 22    | 3     |
| 1999    | Stabæk Fotball | Noorwegen  | 23    | 3     |
| 2000    | Stabæk Fotball | Noorwegen  | 24    | 4     |
| 2001    | Stabæk Fotball | Noorwegen  | 21    | 2     |
| 2001/02 | Everton FC     | Engeland   | 7     | 0     |
| 2002/03 | Everton FC     | Engeland   | 5     | 0     |
| 2003/04 | Everton FC     | Engeland   | 27    | 0     |
| 2004/05 | FC København   | Denemarken | 29    | 0     |
| 2005/06 | FC København   | Denemarken | 29    | 1     |
| 2006/07 | FC København   | Denemarken | 24    | 3     |
| 2007/08 | Galatasaray    | Turkije    | 7     | 0     |
| 2008/09 | Galatasaray    | Turkije    | 2     | 0     |
| 2009/10 | Galatasaray    | Turkije    | 4     | 0     |

## Interlandcarrière
Linderoth was jarenlang een vaste waarde als defensieve middenvelder in het Zweedse nationale elftal. Onder leiding van bondscoach Tommy Söderberg maakte hij zijn debuut voor het Zweeds nationaal elftal op 27 november 1999 in de vriendschappelijke wedstrijd in en tegen Zuid-Afrika (1-0). Andere debutanten in die wedstrijd waren Mattias Asper (AIK Solna), Marcus Allbäck (Örgryte IS), Jonas Wallerstedt (IFK Norrköping) en Anders Svensson (IF Elfsborg). Linderoth maakte tevens deel uit van de selectie voor het WK voetbal 2006 en speelde in totaal 76 interlands, waarin hij tweemaal tot scoren kwam.